# شليسفيغ-فلنسبورغ
شليسفيغ فلنسبورغ (بالدنماركية: Slesvig-Flensborg)‏ فلنسبورغ إحدى مقاطعات شليسفيغ هولشتاين في ألمانيا. يحدها (من الجنوب وباتجاه عقارب الساعة) المناطق من رندسبورغ-إكرنفورده ، Dithmarschen و Nordfriesland، وإقليم سيدانمارك في الدنمارك، ومدينة فلنسبورغ وبحر البلطيق.

## روابط خارجية
- الموقع الرسمي (بالألمانية)